# Jacqueline Blass-Tschudi
Jacqueline Blass-Tschudi (* 1934 in Zumikon) ist eine Schweizer Zeichnerin. Sie wurde vor allem für die von ihr illustrierten Kinderbücher bekannt, darunter das in zahlreichen Auflagen in der Schweiz und in Deutschland veröffentlichte Werk Elisabeth wird wieder gesund.

## Leben
Jacqueline  Tschudi wurde 1934 in Zürich geboren. Sie studierte an der Kunstgewerbeschule Zürich und an der Académie Julian in Paris. 1954 heiratete sie den Bankier Jürg Blass (1927–2015).

## Werke
Viele Autoren zogen Blass-Tschudi als Illustratorin für ihre Kinderbücher und andere Werke hinzu. Darunter sind Marguerite Paur-Ulrich (1887–1968), Alfons Weber (1921–2013), Edith Hess, Judith Egli, Erica Brühlmann-Jecklin (* 1949), Marianne Engler-Kummer, Kurt Büchler, Elsa Muschg, Rita Peter, Olga Meyer und Silvia Studer.

### «Elisabeth wird wieder gesund»
Das Kinderbuch Elisabeth wird wieder gesund entstand als 1965 das jüngste ihrer drei Kinder an Leukämie erkrankte. Während der jahrelangen Spitalaufenthalte lernte die Künstlerin das Zürcher Kinderspital kennen, aber auch die Sorgen und Ängste der kleinen Patienten. Sie wurde angefragt, ob sie ein Spitalbuch illustrieren wolle. Nach der Erstveröffentlichung 1969 folgten in der Schweiz 26 Auflagen und 12 in Deutschland. 2004 erschien eine Neuausgabe mit einem aktualisierten Text des Autors und dem modernen Spitalalltag angepassten Bildern der Illustratorin.
Neben Kinderbüchern illustrierte die Zeichnerin auch Lehrmittel, so zwei Lesebücher für das zweite Schuljahre, die der Thurgauische Lehrmittelverlag 1962 veröffentlicht hatte: D Zit ischt do und Iez falled d Blättli wider. Einige ihrer Bücher enthielten Ausschneidebogen zum Spielen.

### Publikationen
- Emilio. Marguerite Paur-Ulrich (Text). Artemis, Zürich/Stuttgart 1955.
- Gallinchen und Galletchen. Marguerite Paur-Ulrich (Text). Artemis, Zürich/Stuttgart 1957.
- Tzigaga das Wollschaf. Marguerite Paur-Ulrich (Text). Artemis, Zürich/Stuttgart 1958.
- D Zit ischt do. Willi Brüllmann (Textbearbeitung). Thurgauischer Lehrmittelverlag, Frauenfeld 1960.
- Iez falled d Blättli wider. Willi Brüllmann (Textbearbeitung). Thurgauischer Lehrmittelverlag, Frauenfeld 1960.
- Lavendelchen. Marguerite Paur-Ulrich (Text). Artemis, Zürich/Stuttgart 1960.
- Teddy. Werner Kuhn (Text). Schweizerisches Jugendschriftenwerk, Zürich 1962.
- Das goldene Löcklein. Marianne Engler-Kummer (Text). Schweizerisches Jugendschriftenwerk, Zürich 1962.
- Der Flohmarkt von Paris. Kurt Büchler (Text). Schweizerisches Jugendschriftenwerk, Zürich 1965.
- Elisabeth wird wieder gesund. Alfons Weber (Text). Atlantis, Zürich 1969.
- Barthli, der Chüeni. Olga Meyer (Text). Schweizerisches Jugendschriftenwerk, Zürich 1970.
- Toni von Kandergrund. Kurzbiographie von Johanna Spyri. Karl Kuprecht (Text). Schweizerisches Jugendschriftenwerk, Zürich 1971.
- Peter und Susi finden eine Familie. Edith Hess (Text). Pro Juventute, 1972.
- Liebes altes Zürich. Marguerite Paur-Ulrich (Text). Berichthaus, Zürich 1973.
- Hansdampfli und sein Tomi. Elisa Muschg (Text). Schweizerisches Jugendschriftenwerk, Zürich 1974.
- Ich lese. Märchen der Gebrüder Grimm, bearbeitet von Silvia Studer. Ex Libris, Zürich 1980.
- Die Märchenreise. Silvia Studer (Textbearbeitung). Herder, Freiburg im Breisgau 1983. ISBN 9783451197796.
- Auf dem Platz die Spatzen schwatzen. Rita Peter (Text). Schweizerisches Jugendschriftenwerk, Zürich 1983.
- Villa Sonnenschein. Ein Buch zum Spielen. Ex Libris, Zürich 1986. ISBN 9783215063848.
- Balz und Bettina. Erica Brühlmann-Jecklin (Text). Ex Libris, Zürich 1987.
- Das  Leben  auf  dem  Bauernhof. 1990.
- Sennhof. Ein Buch zum Spielen. Österreichischer Bundesverlag, Wien 1990.
- Flughafen. Ein Buch zum Spielen. Österreichischer Bundesverlag, Wien 1991.
- Ümit will Doktor werden. Zytglogge Verlag, Bern 1997, ISBN 9783729605596.